# Archisopha foliosa
Archisopha foliosa är en fjärilsart som beskrevs av Edward Meyrick 1918. Archisopha foliosa ingår i släktet Archisopha och familjen fransmalar. Inga underarter finns listade i Catalogue of Life.